# 蘿拉·班南蒂
蘿拉·班南蒂（英語：Laura Benanti，1979年7月15日—），是一位美國女演員和歌手，主要在百老匯進行演出，她較著名作品為2006年《獨領風潮》和2013年《真善美現場版》裡扮演而為人所知，共獲得五次東尼獎提名。電影代表作包括2021年《生命理賠師》和2023年《珍愛硬起來》。

## 個人生活
班南蒂2005年7月25日與美國男歌手克里斯·巴隆結婚，2006年離婚；之後2007年9月16日又與美國男演員史提芬·帕斯夸爾結婚，2013年7月8日申請離婚。
2015年9月15日她在此與帕特里克·布朗在此結婚，這是她第三次婚姻。

## 影視作品
- 2006年《獨領風潮》Take the Lead
- 2011年《花花公子俱樂部》The Playboy Club
- 2013年《真善美現場版》The Sound of Music Live!
- 2012-2013年《生活向前冲》Go On

## 外部連結
- 蘿拉·班南蒂在互联网电影资料库（IMDb）上的資料（英文）
- 蘿拉·班南蒂的X（前Twitter）
- 蘿拉·班南蒂的Instagram帳戶